# Стригун Федір Миколайович
Фе́дір Микола́йович Стригу́н (нар. 1 листопада 1939, Томашівка, Черкаська область, Українська РСР) — український режисер та актор. Академік Національної академії мистецтв України (2017), Народний артист Української РСР (1979), лауреат Національної премії України імені Тараса Шевченка (1978), професор, голова західного відділення Спілки театральних діячів України, голова Львівського міжобласного відділення НСТД України. Член Комітету Національних премій України ім. Т.Шевченка з 09.1996 р. по 10.2001 р. Вдівець акторки Таїсії Литвиненко, батько актора Назара Стригуна.

## Біографія
Навчався на акторському факультеті Київського інституту театрального мистецтва ім. І. Карпенка-Карого (майстерня В. О. Неллі), який закінчив у 1961 році. Працював у Запорізькому драмтеатрі.
З 1965 р. — актор Львівського українського драматичного театру ім. М. Заньковецької. З 1987 р. — художній керівник, головний режисер Львівського українського драматичного театру ім. М. Заньковецької. З 1990 по 1998 підготував два випуски акторів при Львівській консерваторії ім. М. Лисенка. Крім роботи в театрі та кіно, викладає на акторському відділенні філологічного факультету Львівського національного університету.
Серед поставлених ним спектаклів — «Хазяїн», «Суєта», «Житейське море» І. К. Карпенка-Карого, «Гайдамаки» Т.Шевченка, «Маруся Чурай» Ліни Костенко, «Народний Малахій» та «Маклена Ґраса» Миколи Куліша, «Мазепа» (трилогія) Б.Лепкого, «Ромео і Джульєтта», «Гамлет» В.Шекспіра, «УБН» Г.Тельнюк та інші. Федору Стригуну належить відкриття і сценічне втілення творчості незаслужено забутого композитора Ярослава Барнича і його оперет «Шаріка» та «Гуцулка Ксеня».
За 40 років творчої діяльності зіграно більше сотні ролей. Фільми з його участю: «Пропала грамота», «І в звуках пам'ять відгукнеться…», «Запорожець за Дунаєм», «Дударики», «Камінна душа» та інші — принесли славу кіноактора. Лауреат Національної премії ім. Т. Г. Шевченка, премії ім. І. Котляревського та премії ім. М. Садовського.

## Родина
Батько Микола Олексійович (1902—1982) і мати Марина Ларіонівна (1914—1998) — колгоспники, дружина Литвиненко Таїсія Йосипівна — народна артистка Української РСР (1988), актриса Львівського державного академічного українського драматичного театру ім. М.Заньковецької, син Назар (1972).

## Творчість

### Ролі у театрі
Зіграв понад 100 ролей, зокрема:
- «Украдене щастя» І. Франко — Гурман
- «Тил» М. Зарудний — Растоскуєв
- «Богдан Хмельницький» А. Корнійчук — Хмельницький
- «Правда» А. Корнійчук — Тарас Голота
- «Годы странствий» А.Арбузов — Ведерников
- «Під золотим орлом» Я. Галан — Макаров
- «Сон князя Святослава» І.Франко — Святослав
- «Житейське море» І.Карпенко — Барильченко
- «Філумена Мартурано» Е. де Філіппо — Доменіко
- «Олекса Довбуш» В. Босович — Довбуш
- «Князь Данило Галицький» В. Босович — Галицький
- «Безприданниця» А. Островський — Саратов
- «Тартюф» Ж. Б. Мольєр — Оргон
- «Отелло» В. Шекспіра — Отелло
- «Гайдамаки» Т. Шевченка — Гонта
- «Вій, вітерець!» Я. Райніса — Улдис
- «Лиха доля» М. Старицького — Василь
- «Ой не ходи, Грицю…» М. Старицького — Гриць
- «Хазяїн» І. Карпенка — Ліхтаренко
- «Доки сонце зійде…» М. Кропивницького — Степан
- «Михайло Єрмаков» Г. Мдівані — Михайло
- «Сині роси» М. Зарудного — Кагарлик
- «В степах України» О. Корнічука — Олексій
- «Вірність» М. Зарудного — Богун
- «Король Лір» В. Шекспіра — Едгар
- «Планета сподівань» О. Коломійця — Запорожець
- «Гаряче серце» О. Островського — Гаврило
- «Моцарт і Сальєрі» О. Пушкіна — Моцарт
- «Блакитна троянда» Лесі Українки — Орест
- «Біла хвороба» К. Чапека — Маршал
- «Камінний господар» Леся Українки — Дон Жуан
- «Сестри Річиські» І. Вільде, Б. Антківа — Завадка
- «Невольник» М. Кропивницького — Степан
- «Сватання на Гончарівці» Г. Квітки — Олексій
- «Гайдамаки» Т. Шевченка — Ярема
- «Марія Заньковецька» І. Рябокляча — Садовський
- «Голубі олені» О. Коломійця — Чоний
- «Річард III» В. Шекспіра — Ричард
- «Прапороносці» О. Гончара — Сагайдак
- «Таке довге, довге літо» М. Зарудного — Задорожний
- «Піднята цілина» М. Шолохова — Давидов
- «Восени, коли зацвіла яблуня» Я. Верещака — Баджга
- «Украдене щастя» І. Франка — Михайло
- «Тил» М. Зарудного — Ростоскуєв
- «Богдан Хмельницький» О. Корнійчука — Богдан Хмельницький
- «Андрей» В. Герасимчука — Андрей Шептицький
- «Візит літньої пані» Ф.Дюрренматт — Іль
- «Наталка» І.Котляревський — виборний
- «Суботня вечеря» Шолом-Алейхем — Тев'є-молочник
- «У. Б. Н.» Г.Тельнюк — Зенон
- «Дама з камеліями» А.Дюма-син — Жермон Дюваль

### Постановки у театрі
- «Добродій» («Глитай або ж павук») М. Кропивницький
- «Безталанна» І. Карпенко-Карий
- «В сім'ї вольній, новій» Ф. Стригун за Т. Шевченком
- «Гайдамаки» Т. Шевченко
- «Привітай же мене, моя Україно!» Ф. Стригун за Т. Шевченком
- «Маруся Чурай» Л. Костенко
- «Мотря» (І ч. «Мазепи») Б. Лепкий, (інсценізація Б. Антківа)
- «Не вбивай» (2 ч. «Мазепи») Б. Лепкий, (інсценізація Б. Антківа)
- «Батурин» (3 ч. «Мазепи») Б. Лепкий, (інсценізація Б. Антківа)
- «Ромео і Джульєтта» В. Шекспір
- «Світла моя, муко» за В. Симоненком
- «Маклена Граса» М. Куліш
- «Ісус, Син Бога Живого» В. Босович
- «На межі» за Лесею Українкою
- «Хазяїн» І. Карпенко-Карий
- «Шаріка» Я. Барнич
- «Гамлет» В. Шекспіра
- «Андрей» В. Герасимчук
- «Гуцулка Ксеня» Музика і лібрето Я. Барнича
- «Се Ля Ві» Н. Ковалик
- «У неділю рано зілля копала…» О.Кобилянська
- «Доки сонце зійде, роса очі виїсть…» М. Кропивницький
- «Житейське море» І. Карпенко-Карий
- «Погляд вічності» Т. Шевченко, Р. Лубківський
- «Наталка» І. Котляревський
- «Неаполь місто попелюшок» Н. Ковалик
- «Коханий нелюб» Я. Стельмах
- «Державна зрада» Рей Лапіка
- «Оргія» Леся Українка
- «Візит літньої пані» Ф. Дюрренматт
- «Сава Чалий» І. Карпенко-Карий
- «Сільва» І. Кальман
- «Дама з камеліями» А. Дюма-син
- «Сватання на Гончарівці» Г. Квітка-Основ'яненко
- «Циліндр» Е. Де Філіппо
- «Назар Стодоля» Т. Шевченко
- «Різдвяна ніч» за М. Гоголем
- «Украдене щастя» І. Франко
- «Марія Заньковецька» Т. Шевченко
- «Мазепа» Ю. Словацький

### Фільмографія
- 1968 — «Анничка», актор
- 1972 — «Пропала грамота», актор
- 1973 — «Коли людина посміхнулась», актор
- 1974 — «Гуси-лебеді летять», актор
- 1976 — «Пам'ять землі», актор
- 1979 — «Вавилон ХХ», актор
- 1979 — «Поїзд надзвичайного призначення», актор
- 1979 — «Хазяїн», актор
- 1980 — «Дударики», актор
- 1981 — «Два дні у грудні», актор
- 1981 — «Така пізня, така тепла осінь», актор
- 1982 — «Якщо ворог не здається...», актор
- 1983 — «Вечори на хуторі біля Диканьки», актор
- 1983 — «Вир», актор
- 1985 — «Женихи», актор
- 1986 — «І в звуках пам'ять відгукнеться...», актор
- 1986 — «Запорожець за Дунаєм», Іван Карась
- 1989 — «Небилиці про Івана», актор
- 1989 — «Камінна душа», актор
- 1991 — «Павло Полуботок», режисер, актор
- 1992 — «Для домашнього огнища», актор
- 1992 — «Обітниця», актор
- 1995 — «Ісус, син Бога живого» (4 серії), режисер
- 2008 — «Владика Андрей», актор
- 2014 — «Поводир», актор

## Державні нагороди
- Медаль «Ветеран праці»
- Лауреат Національної премії України ім. Т .Шевченка
- Лауреат премії ім. І. Котляревського
- Лауреат премії ім. М. Садовського
- Орден «За заслуги» I, II, ІІІ ступеня
- Орден князя Ярослава Мудрого V ступеня
- Орден князя Ярослава Мудрого IV ст. (1 грудня 2014) — за значний особистий внесок у соціально-економічний, науково-технічний, культурно-освітній розвиток Української держави, вагомі трудові досягнення, багаторічну сумлінну працю[1]